# Janskerk (Haarlem)
De Haarlemse Janskerk en het aangrenzende Jansklooster werden gebouwd in de periode 1310-1318 en vormden tot 1625 de Haarlemse zetel van de Commanderij van Sint Jan, die in 1310 werd gesticht. Sinds 1936 doet het gebouw dienst als archief en is er het publiekscentrum van het Noord-Hollands Archief gevestigd. 
De Janskerk moet niet worden verward met de katholieke (voormalig bisschoppelijke) Sint Josephkerk, die eveneens in de Jansstraat is gelegen.

## Kloosterkerk
De Janskerk heeft al een lange en bewogen geschiedenis achter de rug. In 1310 schonk Gerard van Tetterode, telg van een adellijk Kennemer geslacht en kanunnik van het Utrechtse kapittel van Sint-Marie, de Johannieterorde een groot stuk grond in Haarlem en goederen in Monsterambacht. Op 17 juli van dat jaar kreeg hij toestemming van de bisschop van Utrecht om op zijn Haarlemse bezit een "oratorium cum cymiterio" te bouwen, een bedehuis of kapel met begraafplaats. Dit zal aanvankelijk een provisorisch bedehuis geweest zijn, want in 1316-1318 werden een "regalem aulam" en een "decoratam ecclesiam ornatu ambitu" gebouwd, kloostergebouwen en een kerk met een sierlijke kloostergang.
Na de voltooiing van de kerk zijn er nog verschillende verbouwingen geweest, maar het grondpatroon is daardoor niet sterk gewijzigd. Dat de Commanderij van Sint Jan, zoals het complex werd genoemd, een rijk klooster is geweest, blijkt onder meer uit de vele opdrachten die werden gegeven aan allerlei kunstenaars, zoals de schilders Jan van Scorel en Maarten van Heemskerck. Ook de bekende schilder Geertgen tot Sint Jans had als broeder onderdak binnen het klooster. Fragmenten van zijn hoogaltaar uit de Janskerk zijn nu te bekijken in het Kunsthistorisches Museum te Wenen.

## Hervormde kerk
De kerk was uiteraard gebouwd als een katholieke (klooster-)kerk. Maar net als vele andere kerken werd ook de Janskerk in de 16de eeuw door de protestanten in beslag genomen. Eerst werd in 1581 het houden van missen in de kerk volledig verboden. In 1587 werd de kerk in gebruik genomen voor de hervormde eredienst. De kerk behield deze functie tot 1930. In 1799 vervulde de kerk nog een heel andere functie: ze diende als opvangplaats voor gevangengenomen Engelse en Russische militairen, na de mislukte poging om Nederland te bevrijden uit de greep van de Fransen in de Slag bij Castricum.

## Gemeentearchief
In 1930 wilde de Diaconie van de Hervormde Gemeente de kerk slopen, om er bejaardenwoningen voor in de plaats te zetten. Ingrijpen door het college van B&W van Haarlem voorkwam dit echter. De kerk werd door de stad aangekocht, met als bedoeling er het gemeentearchief in te vestigen. Hoewel in 1936 de restauratie nog niet was voltooid, werden de stadsarchieven toen al naar de kerk overgebracht.
Tussen 1975 en 1980 werden de kerk en de aangrenzende gebouwen grondig gerestaureerd. In 1993-1994 werd de studiezaal vergroot en werden een nieuwe ingang en secretariaat/infobalie gerealiseerd. Deze werkzaamheden leverden meer kennis op over de bouwgeschiedenis van de kerk. Zo bleek de "hoge" helft van de oude studiezaal vroeger de sacristie van de kloosterkapel te zijn geweest, bestaande uit twee kruisgewelven, waarvan de aanzetten in het pleisterwerk waren aangebracht, terwijl de "lage" helft een onderdeel van het oude kerkhof bleek te zijn.

## Noord-Hollands Archief
Nadat het Gemeentearchief Haarlem inmiddels was uitgebouwd tot Archiefdienst voor Kennemerland (AVK) en een fusie met het Rijksarchief in Noord-Holland tot Noord-Hollands Archief op stapel stond, werd de Janskerk tussen 2005 en 2007 verbouwd tot o.a. studiezaal en depots van dit Regionaal Historisch Centrum voor Noord-Holland.